# Atopsyche batesi
Atopsyche batesi är en nattsländeart som beskrevs av Banks 1938. Atopsyche batesi ingår i släktet Atopsyche och familjen Hydrobiosidae. Inga underarter finns listade i Catalogue of Life.